# Котельники (городской округ Черноголовка)
Котельники — упразднённая деревня, располагавшаяся на территории городского округа Черноголовка Московской области России.

## География
Находилась в северо-восточной части области, в зоне хвойно-широколиственных лесов, на правом берегу реки Пружёнки, на расстоянии примерно 7 километров (по прямой) к западо-северо-западу от города Черноголовка, административного центра округа.

### Климат
Климат характеризуется как умеренно континентальный, с умеренно холодной зимой и тёплым летом. Среднегодовая температура воздуха — +4,2 °C. Средняя минимальная воздуха самого холодного месяца (января) — −15 °C (абсолютный минимум — −45 °C), средняя максимальная температура самого тёплого (июля) — +24 °С (абсолютный максимум — +36 °C). Годовое количество атмосферных осадков — 560…600 мм, из которых около 70 % выпадает в период с апреля по октябрь.

## История
В «Списке населенных мест Московской губернии по сведениям 1859 года» населённый пункт упомянут как владельческая деревня Богородского уезда, расположенная при реке Пруженке, в 28 верстах от уездного города. В деревне насчитывалось 4 двора и проживало 28 человек (13 мужчин и 15 женщин).
По состоянию на 1913 год, в Котельниках имелось 3 двора. В административном отношении деревня входила в состав Ивановской волости.
По данным 1926 года в деревне имелось 3 хозяйства и проживало 14 человек (4 мужчины и 10 женщин). Являлась частью Ивановского сельсовета Ивановской волости Богородского уезда.